# Mesopotonia gorgoniophila
Mesopotonia gorgoniophila är en kräftdjursart som beskrevs av Bruce 1967. Mesopotonia gorgoniophila ingår i släktet Mesopotonia och familjen Palaemonidae. Inga underarter finns listade i Catalogue of Life.